# 遊蕩詩人
遊蕩詩人（Goliard），是指於14世紀至19世紀期間，英國、普魯士及法國境內，不受社會禮俗規範及不遵守教會規律的遊蕩學者與神職人員。他們普遍有才氣，家世高尚，但是卻對沉悶社會表示厭倦，也自稱是哥利亞主教門徒。遊蕩詩人的代表人物有奧·普理馬、戈帝埃·夏帝榮，而其作品都是攻擊教會的諷刺詩篇。